# Gibralfaro
Gibralfaro er resterne af en gammel borg på et 131 meter høj bakke i byen Málaga i det sydøstlige Spanien. Den går tilbage til fønikernes grundlæggelse af byen. Sultan Jusuf 1. af Granada opførte i begyndelsen af det 14. århundrede en borg på dette sted, indenfor den fønikiske befæstning. Navnet er afledt af det fønikiske ord for lys, Jbel-Faro, hvilket betyder klippe af lys. Borgen ligger med overblik over byen Málaga og Middelhavet.
I 2005 blev en tæt skov af fyrre- og eukalyptustræer plantet på bakken. I dets udkant ligger de historiske seminariebygninger, Alcazabaen og Puerta Oscura-haven.
Gibralfaro vises i heraldisk form i både byen og provinsen Málagas våben og flag.
36°43′24.64″N 4°24′38.56″V / 36.7235111°N 4.4107111°V